# Яковенко Ігор Григорович
Ігор Григорович Яковенко (нар. 17 липня 1945, Ободівка, Тростянецький район, Вінницька область, Українська РСР) — російський культуролог, доктор філософських наук (2000), професор кафедри історії та теорії культури факультету історії мистецтва Російського державного гуманітарного університету. Антикомуніст, правозахисник.
Член бюро Наукової ради РАН «Історія світової культури». Фахівець в галузі цивілізаційного аналізу.

## Громадянська позиція
У березні 2014 року, після російської інтервенції в Україну, разом з низкою інших відомих діячів науки і культури Росії висловив свою незгоду з агресивними діями російської влади щодо Криму. Свою позицію вони виклали у відкритому листі.